# Sint-Vedastuskerk (Hoepertingen)

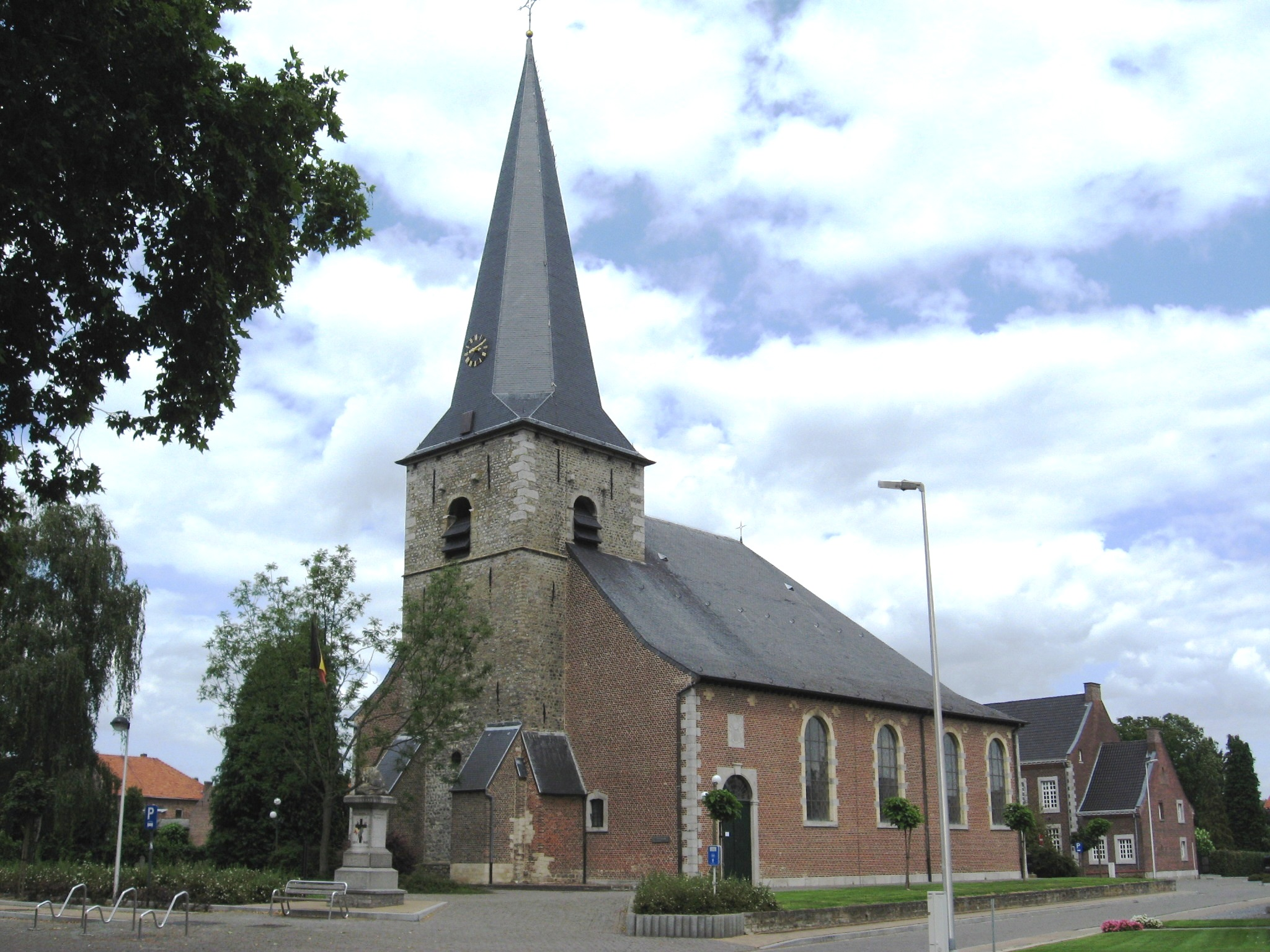
Sint-Vedastuskerk

De Sint-Vedastuskerk is de parochiekerk van Hoepertingen, gelegen tussen Vedastusstraat en de Kasteelstraat.

## Geschiedenis
De toren is Romaans, uit de 11e-12e eeuw. Mogelijk maakte deze toren onderdeel uit van een preromaanse zaalkerk, die in de 14e-15e eeuw werd vervangen door een gotische kerk. In 1788 werd de kerk uitgebreid met twee zij-beuken naar een classicistische kerk, waarbij het gotisch koor behouden bleef.
In de eerste helft van de 13e eeuw kwam het patronaatsrecht en het tiendrecht van de parochie in handen van de Abdij van Herkenrode en het was een abdis van deze abdij, Augustina van Hamme, die het initiatief tot de bouw van de classicistische kerk nam.

## Gebouw
De voorgebouwde Romaanse toren heeft twee geledingen en is gebouwd in silex met fragmenten van ijzerzandsteen. De bakstenen steunberen zijn later toegevoegd. De toren wordt gedekt door een hoge ingesnoerde naaldspits.
Het schip is een driebeukige pseudobasiliek en is gebouwd in baksteen. Boven de hoofdingang in de zuidgevel werd de wapenspreuk van de abdis, regique deoque, aangebracht.
Het gotisch koor is opgetrokken in mergelsteen.

## Interieur
Het interieur is bepleisterd en overwelfd met een tongewelf.

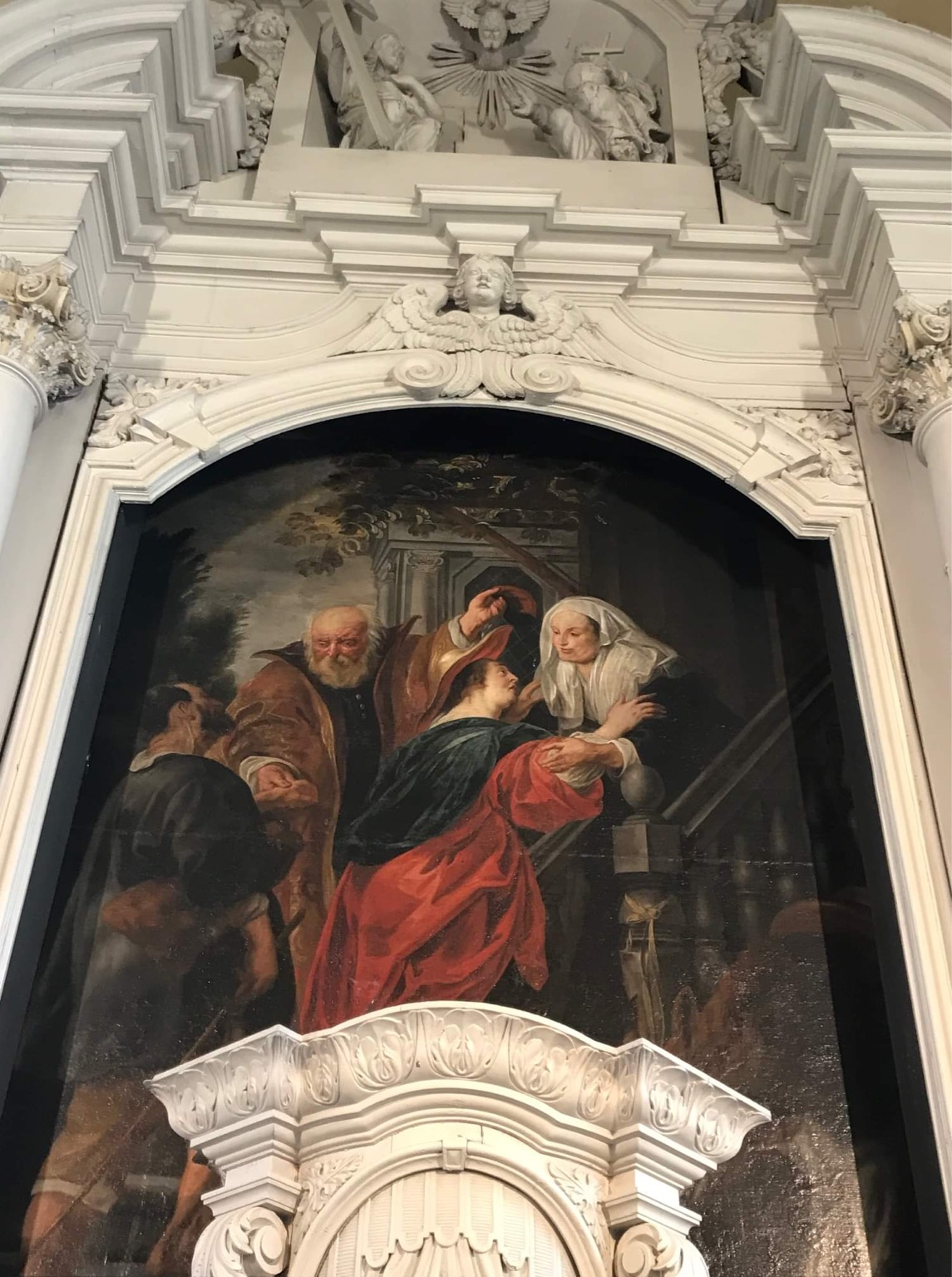

Het hoofdaltaar heeft een origineel 17e-eeuws altaarschilderij uit het atelier van Jacques (Jacob) Jordaens, voorstellende De visitatie of "Maria bezoekt haar nicht Elisabeth". In het zijaltaar aan de zuidkant staat een altaarschilderij uit 1665 van Blasius die een kind tot leven wekt, met het opschrift: M. Strauven inventor et pincit.
Van de beelden kunnen worden genoemd: Een laatgotische Sint-Anna met Maria (omstreeks 1525), een Engelbewaarder (1744), en een laatgotische houten Christus aan het Kruis (1540).
Het hoofdaltaar is uit de eerste helft van de 18e eeuw en heeft een beeldengroep van de Heilige Drievuldigheid op het fronton. In de noorderzijbeuk is een 18e-eeuws portiekaltaar met een processiemadonna. Ook is er een 17e-eeuwse biechtstoel en zijn er enkele meubelen uit later tijd.
Het doopvont uit omstreeks 1540 draagt kenmerken van de Luikse renaissance. Het orgel werd in 1855 gebouwd door Clerinx.

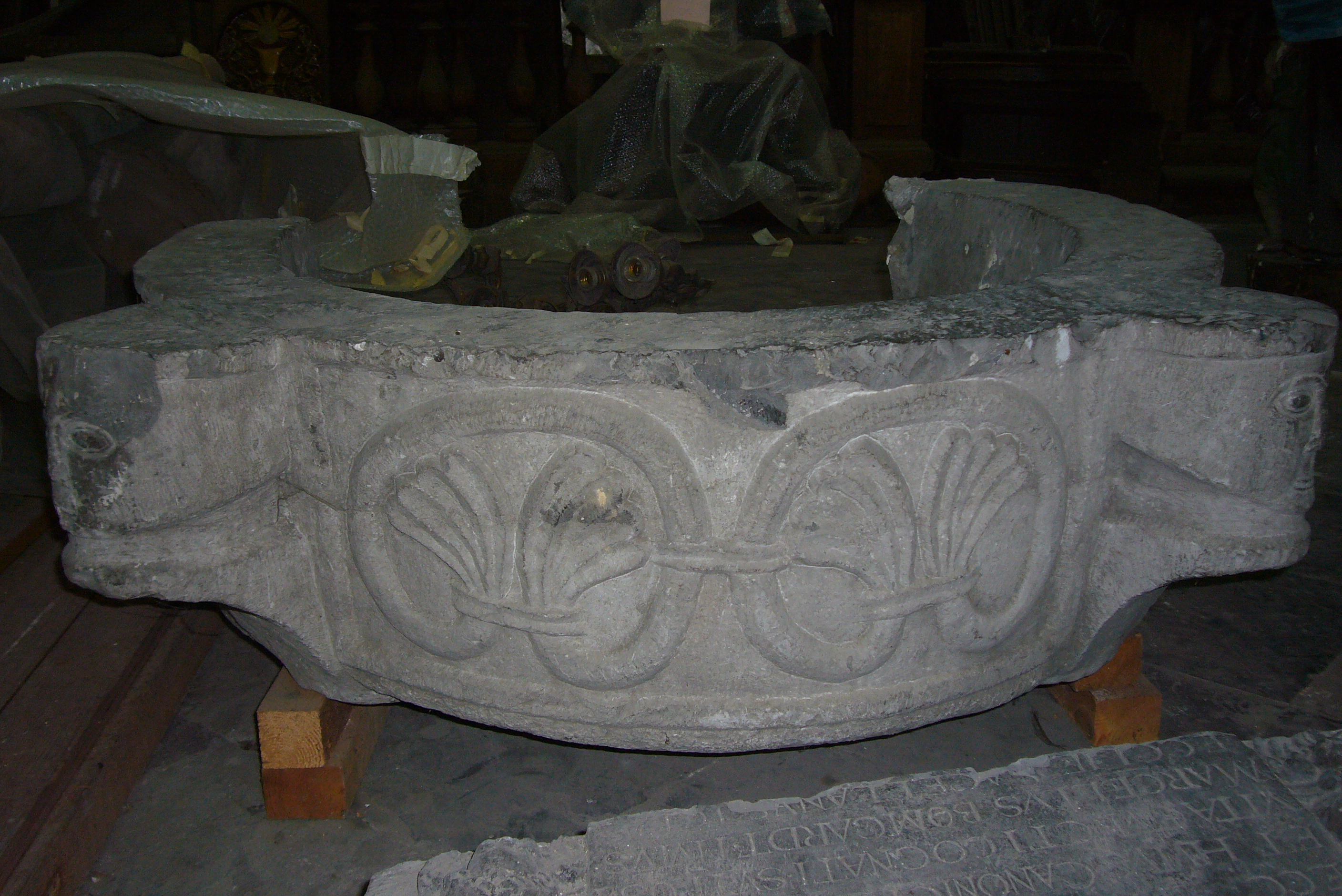
Fragment romaanse doopvont, kerk Hoepertingen.

Een fragment van de Romaanse doopvont die eerder in de kapel van St-Job ondergebracht werd en vroeger gestationeerd was in het Grand Curtius te Luik staat sinds eind april 2024 achteraan de kerk opgesteld.